# ピスシンウージニア症
ピスシンウージニア症（ピスシンウージニアしょう、英: piscinoodiniosis）とはPiscinoodinium pillulareの感染を原因とする魚類の感染症。ベルベット病(velvet disease)とも呼ばれる。多数寄生で鰓や体表に小灰白点が認められる。治療には1-2ppmの硫酸銅の薬浴が有効である。